# Eric Veach
Pour les articles homonymes, voir Veach.
Eric Veach est un informaticien canadien qui a remporté deux Oscars techniques.

## Biographie
Il a remporté son Oscar en 2014 pour sa thèse de doctorat en infographie parue en 1997 "foundational research on efficient Monte Carlo path tracing for image synthesis" (Recherche fondamentale du path tracing Monte Carlo pour le rendu d'image en français). Il a déclaré à CTV News qu'il n'avait pas travaillé en infographie depuis 15 ans. Veach a travaillé chez Pixar, et plus récemment, il avait été développeur senior chez Google.
Sa thèse de doctorat, Robust Monte Carlo Methods for Light Transport Simulation (méthodes de Monte Carlo robustes pour la simulation du transport léger), est très citée.
En 2008, l'Université de Waterloo, l'établissement où il a obtenu sa licence de mathématiques en 1990, lui a décerné une médaille JW Graham, un prix annuel décerné à un diplômé distingué qui y avait étudié l'informatique. Veach obtient son doctorat à l'université Stanford.
Veach est militant écologiste et préside le conseil d'administration de Rainforest Trust.